# Nappanee
Nappanee is een plaats (city) in de Amerikaanse staat Indiana, en valt bestuurlijk gezien onder Elkhart County en Kosciusko County.
De burgemeester is Larry Thompson en vanaf 1 januari 2011 is Julie Dijkstra er hoofd politie.

## Demografie
Bij de volkstelling in 2000 werd het aantal inwoners vastgesteld op 6710.
In 2006 is het aantal inwoners door het United States Census Bureau geschat op 7070, een stijging van 360 (5,4%).

## Geografie
Volgens het United States Census Bureau beslaat de plaats een oppervlakte van
9,6 km², geheel bestaande uit land.

## Plaatsen in de nabije omgeving
De onderstaande figuur toont nabijgelegen plaatsen in een straal van 20 km rond Nappanee.

## Geboren
- David Crane (1955), programmeur